# Гешвенда
Гешвенда (нім. Geschwenda) — громада в Німеччині, розташована в землі Тюрингія. Входить до складу району Ільм. Складова частина об'єднання громад Оберес-Гераталь.
Площа — 5,88 км2. Населення становить Невірний параметр metadata 16 070 021 ос. (станом на 31 грудня 2021).

## Галерея

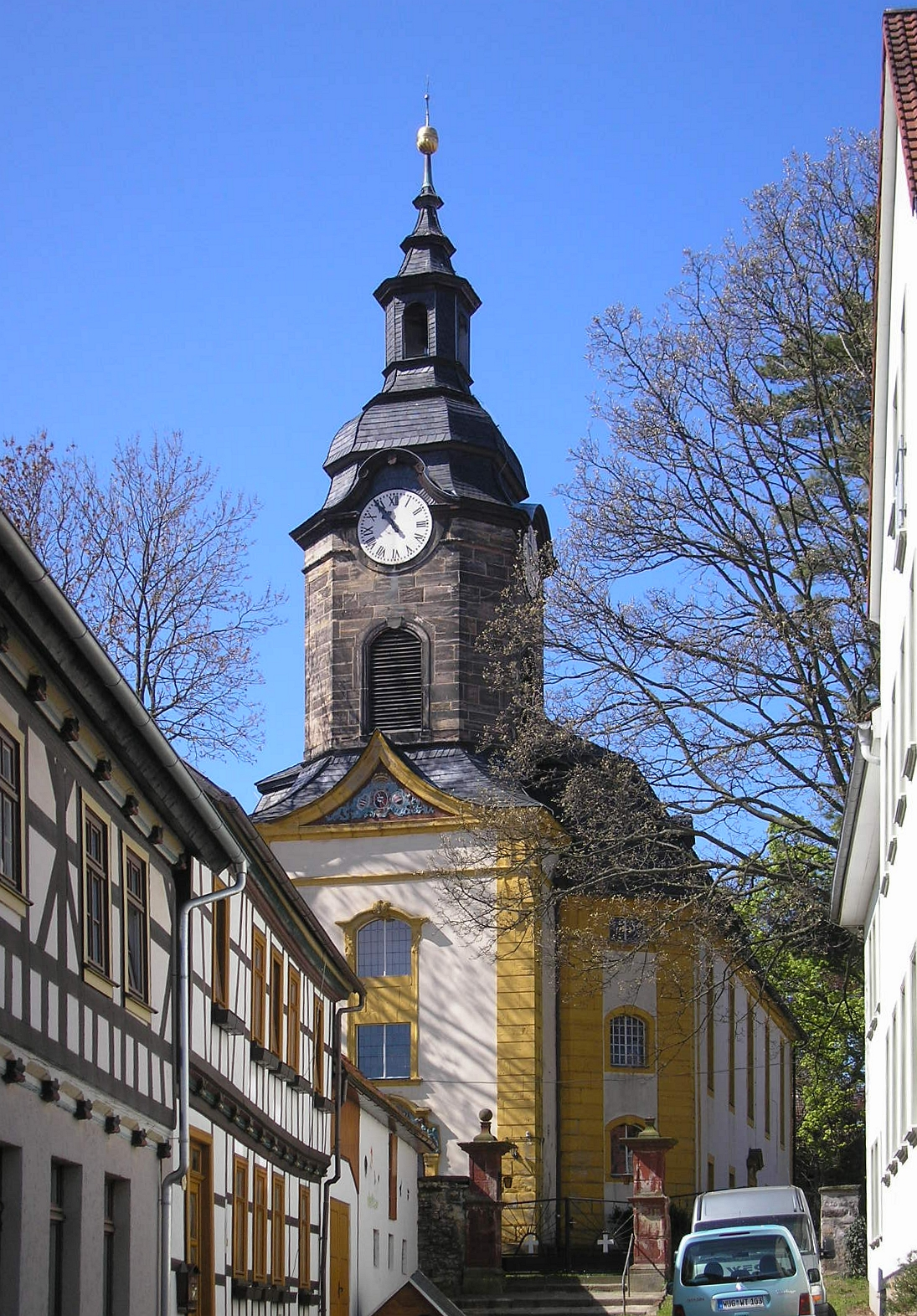
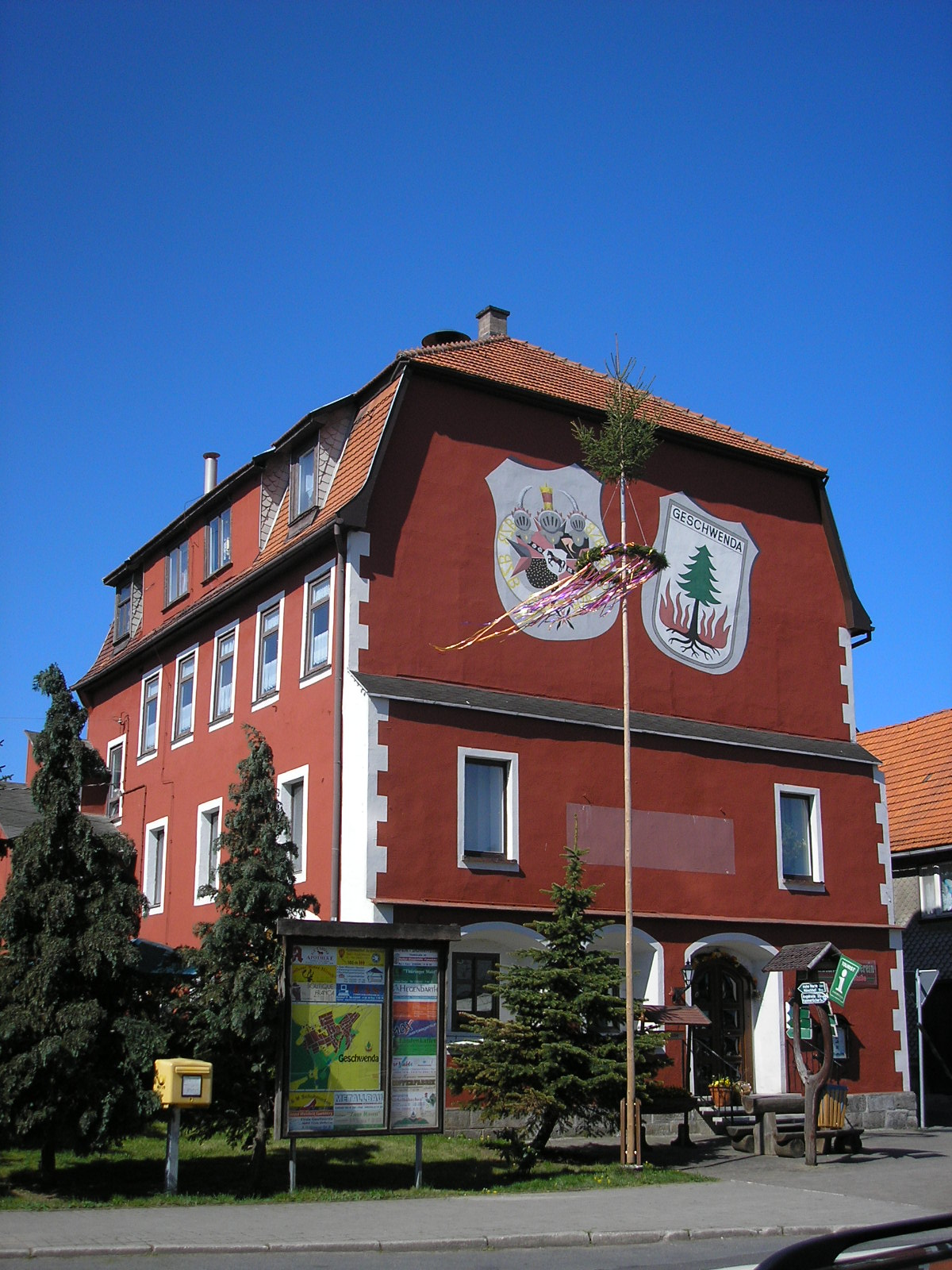